# Scars (X Japan)
Scars è un singolo della band X Japan uscito il 18 novembre 1996. La canzone è stata scritta dal chitarrista Hide e verrà inclusa nell'album Dahlia, uscito nel Novembre dello stesso anno. Una seconda edizione del singolo uscì il 22 luglio 1998 in formato Gold Disc con una copertina diversa, raffigurante il defunto chitarrista Hide, autore della canzone.

## Tracce
1. Scars - 5:08 (Hide - Hide)
2. White Poem I (M.T.A. Mix) - 3:27 (Yoshiki - Yoshiki)

## Formazione
- Toshi - voce
- Heath - basso
- Pata - chitarra
- Hide - chitarra
- Yoshiki - batteria & pianoforte